# Eburia pellacia
Eburia pellacia es una especie de escarabajo longicornio del género Eburia, tribu Eburiini, familia Cerambycidae. Fue descrita científicamente por Zayas en 1975.
Se distribuye por Cuba.

## Descripción
La especie mide 19 milímetros de longitud. El período de vuelo ocurre en el mes de junio.